# Теорема Фалеса про три точки на колі

Теорема Фалеса: Якщо A̅C̅ діаметр, то кут B прямий.

В геометрії, Теорема Фалеса (названа на честь Фалеса з Мілету) стверджує, що якщо A, B і C є точками на колі, де відрізок AC є діаметром кола, тоді кут ABC є прямим.
Теорема Фалеса є окремим випадком теореми про вписані кути. Вона згадується і доводиться як 33-тя пропозиція, третьої книги Евкліда «Начала».

## Доведення
Використаємо такі факти: сума кутів трикутника
дорівнює двом прямим кутам і що кути при основі рівнобедреного трикутника рівні.
Нехай O є центром кола. Оскільки OA = OB = OC, OAB і OBC є рівнобедреними трикутниками, із рівності кутів при основі рівнобедреного трикутника, OBC = OCB і BAO = ABO. Нехай γ = BAO і δ = OBC.
Оскільки сума кутів трикутника рівна двом прямим кутам, отримаємо
2γ + γ ′ = 180°
і
2δ + δ ′ = 180°
Також відомо що
γ ′ + δ ′ = 180°
Додавши перші два рівняння та віднявши третє, отримаємо
2γ + γ ′ + 2δ + δ ′ − (γ ′ + δ ′) = 180°
що, після скорочення γ ′ and δ ′, дає
γ + δ = 90°
Q.E.D.

## Обернена теорема
Обернена теорема також вірна. Вона стверджує, що якщо для даного прямокутного трикутника побудувати коло, так, що його гіпотенуза буде діаметром кола, то коло буде описаним навколо трикутника.
Пряма та обернена теореми можуть бути сформульовані так:
Центр описаного навколо трикутника кола лежить на одній із його сторін тоді і тільки тоді, коли трикутник є прямокутним.

## Узагальнення
Теорема Фалеса є спеціальним випадком наступної теореми: якщо дані три точки A, B і C на колі із центром O, кут AOC вдвічі більшим від ABC.

## Історія
Фалес не був першовідкривачем теореми названої на його честь, оскільки давні єгиптяни та вавилоняни знали її на емпіричному рівні. Але Фалесу належить перше доведення цієї теореми.

## Інші теореми відомі під даною назвою
В країнах колишнього Радянського Союзу назва «теорема Фалеса» стосується іншої теореми — Теорема Фалеса про пропорційні відрізки